# NGC 1797
NGC 1797 is een Spiraalvormig sterrenstelsel in het sterrenbeeld Eridanus. Het hemelobject werd op 13 februari 1887 ontdekt door de Amerikaanse astronoom Lewis A. Swift.

## Synoniemen
- MCG -1-14-2
- MK 1093
- IRAS05053-0805
- PGC 16781